# Condado de Washington (Maine)
El condado de Washington es un condado del Estado de Maine. En el año Censo de 2000, su población fue de 33.941 habitantes. La sede del condado es Machias.
A menudo se le menciona como el "Condado del amanecer" debido a su ubicación geográfica, puesto que es la primera región de Estados Unidos donde sale el sol. Varias comunidades pesqueras dependen de las piscifactorías como recurso económico, aparte del turismo a lo largo del condado. El negocio de los arándanos desarrolla un papel importante en la economía; cerca de un 85% de las exportaciones internacionales parten de Washington.
El condado fue fundado el 25 de junio de 1789.

## Geografía
Según la Oficina del Censo de Estados Unidos, el condado tiene un área total de 3.255 mi² (8.430 km²), de los cuales, 2.568 mi² (6.652 km²) es terreno y 686 mi² (1.778 km²) es agua con un porcentaje de 21,09%.

### Condados adyacentes de los Estados Unidos
- Condado de Hancock (Maine) - suroeste
- Condado de Aroostook (Maine) - noroeste
- Condado de Penobscot (Maine) - noroeste

### Condados adyacentes de Canadá
- Condado de York (Nuevo Brunswick) - nordeste
- Condado de Charlotte (Nuevo Brunswick) - este

### Territorios
- North Washington
- East Central Washington

### Reservas indias
- Passamaquoddy Pleasant Point Reservation
- Passamaquoddy Indian Township Reservation

### Áreas nacionales protegidas
- Cross Island National Wildlife Refuge
- Moosehorn National Wildlife Refuge
- Petit Manan National Wildlife Refuge
- Saint Croix Island International Historic Site

## Demografía
Según el censo del 2000, había 14.118 hogares, 33.941 habitantes y 9.303 familias residentes en el condado. La densidad de población era de 13 habitantes por mi² (5/km²). Hubo 21.919 zonas urbanizadas en una densidad cercana a 8 por mi² (3/km²). La población racial en la zona se reparte en 93,48% blancos, 0,26% afroamericanos, 4,43% nativoamericanos, 0,30% asiáticos, 0,01% isleños del Pacífico, 0,44% de otras razas, y el 1,07% mestizo. El 0,81% de la población era hispanoamericana, 32,5% inglesa, 14,1% irlandesa, 10,8% estadounidense, 7,4% francesa, y 5% escocesa. Un 95% habla inglés, 1,9% passamaquoddy, 1% español y francés como idioma nativo.
Hubo 14.118 hogares, de los cuales, en un 28% vivían familiares con hijos menores de 18 años, un 52,10% eran parejas casadas, 9,50% son mujeres solteras o sin marido presente, y el 34,10% no tenía familia. El 28,30% de las viviendas son individuales y un 13,10% tiene alguna en donde vive solo con 65 años o más de edad. El tamaño medio del hogar era de 2,34 para la individual y 2,84 para la familiar.
El porcentaje de población por edades fue de 22,90% aquellos menores de 18 años, 8% de 18 a 24 años, 26,30% de 25 a 44 años, 25,60% de 45 a 64 años, y 17,30% de 65 o más años de edad. La mediana de edad era de 40 años. Por cada 100 mujeres, 95,50 eran hombres. Por cada 100 mujeres de 18 años, 93,30 eran hombres.
La media de ingresos por hogar en el condado era de 25.869 dólares, y por familia; de 31.657 dólares. La población masculina tenía una media de 28.347 frente a los 20.074 dólares de la población femenina. La renta per cápita era de 14.119 dólares. Cerca de un 14,20% de las familias y un 19% de la población vive bajo el umbral de la pobreza, incluyendo el 22,40% de la población menor de 18 años y el 19,20% de 65 o más años.